# Alstroemeria leporina
Alstroemeria leporina este o specie de plante monocotiledonate din genul Alstroemeria, familia Alstroemeriaceae, descrisă de Ehrentraut Bayer și Hans Rudolph Jürke Grau. Conform Catalogue of Life specia Alstroemeria leporina nu are subspecii cunoscute.